# Kirchberg bei Mattighofen
Kirchberg bei Mattighofen è un comune austriaco di 1 138 abitanti nel distretto di Braunau am Inn, in Alta Austria.